# Who Says God Is Dead!
| Recensione | Giudizio |
| ---------- | -------- |
| AllMusic   | [ 1 ]    |

Who Says God Is Dead! è un album discografico della cantante country statunitense Loretta Lynn, pubblicato dalla casa discografica Decca Records nel febbraio del 1968.

## Tracce

### LP
Lato A
1. Who Says God Is Dead – 2:06 (Loretta Lynn) – Registrato il 28 giugno 1967 al Bradley's Barn di Mount Juliet, Tennessee
2. I Believe – 2:25 (Ervin Drake, Irvin Graham, Jimmy Shirl, Al Stillman) – Registrato il 19 dicembre 1967 al Bradley's Barn di Mount Juliet, Tennessee
3. Standing Room Only – 2:57 (Loretta Lynn, Frances Heighton) – Registrato il 18 dicembre 1967 al Bradley's Barn di Mount Juliet, Tennessee
4. The Old Rugged Cross – 2:36 (Rev. George Bennard) – Registrato il 28 giugno 1967 al Bradley's Barn di Mount Juliet, Tennessee
5. Harp with Golden Strings – 2:08 (Mrs. MacCarty, Jimmie Keath) – Registrato il 18 dicembre 1967 al Bradley's Barn di Mount Juliet, Tennessee
6. If You Miss Heaven (You'll Miss It All) – 2:40 (Diane Floyd, Tommy Floyd, Dale Fox) – Registrato il 18 dicembre 1967 al Bradley's Barn di Mount Juliet, Tennessee

Lato B
1. I'm a Gettin' Ready to Go – 1:56 (Loretta Lynn) – Registrato il 28 giugno 1967 al Bradley's Barn di Mount Juliet, Tennessee
2. In the Garden – 2:36 (C. Austin Miles) – Registrato il 28 giugno 1967 al Bradley's Barn di Mount Juliet, Tennessee
3. Ten Thousand Angels – 2:40 (Ray Overholt) – Registrato il 19 dicembre 1967 al Bradley's Barn di Mount Juliet, Tennessee
4. He's Got the Whole World in His Hands – 2:28 (Tradizionale) – Registrato il 19 dicembre 1967 al Bradley's Barn di Mount Juliet, Tennessee
5. Mama, Why – 2:30 (Loretta Lynn) – Registrato il 19 dicembre 1967 al Bradley's Barn di Mount Juliet, Tennessee[3]

## Musicisti
Who Says God Is Dead / The Old Rugged Cross / I'm a Gettin' Ready to Go / In the Garden
- Loretta Lynn - voce
- Grady Martin - chitarra elettrica solista
- Billy Sanford - chitarra
- Jerry Stembridge - chitarra
- Lloyd Green - chitarra steel
- Floyd Cramer - piano
- Junior Huskey - contrabbasso
- Larry Estes - batteria
- Anita Kerr Singers (gruppo vocale) - accompagnamento vocale, cori
- Owen Bradley - produttore

I Believe / Standing Room Only / Harp with Golden Strings / If You Miss Heaven (You'll Miss It All) / Ten Thousand Angels / Ten Thousand Angels / He's Got the Whole World in His Hands / Mama, Why
- Loretta Lynn - voce
- Grady Martin - chitarra elettrica solista
- Billy Sanford - chitarra
- Jerry Stembridge - chitarra
- Lloyd Green - chitarra steel
- Floyd Cramer - pianoforte
- Junior Huskey - contrabbasso
- Larry Estes - batteria
- Anita Kerr Singers (gruppo vocale) - accompagnamento vocale, cori
- Owen Bradley - produttore[3]

## Classifica
Album
| Anno | Classifica         | Posizione raggiunta |
| ---- | ------------------ | ------------------- |
| 1968 | Top Country Albums | 44                  |